# Pedra Branca, Singapore
Pedra Branca är en obebodd ö i Singapore. Det är landets östligaste punkt och ligger 44 km öster om huvudstaden Singapore. Namnet betyder vit klippa på portugisiska. Öns yta är cirka 3 300 m². På ön finns fyren Horsburgh Lighthouse som ursprungligen byggdes av Storbritannien år 1851. Ön var föremål för en territoriell dispyt mellan Singapore och Malaysia. Dispyten började 1979 och avslutades 2008 när Internationella domstolen i Haag i en dom tilldelade Pedra Branca till Singapore.